# Macrocilix maia
Macrocilix maia (лат.) — вид бабочек из семейства серпокрылок. Распространён в Индии, Японии, Тайване, Корее, Китае, Малайзии, Суматре и Борнео.
Впервые описан в 1888 году Джоном Генри Личем как Argyris maia.
Размах крыльев составляет 37—45 мм. Имаго можно наблюдать в мае.
Гусеница питается листьями дуба. Её тело кремового цвета с чёрным узором.
Рисунок на крыльях взрослой бабочки показывает двух мух, питающихся птичьим помётом. Бабочка имеет неприятный запах. Это форма мимикрии.